# فرنسيس جوزيف بويل
فرنسيس جوزيف بويل (بالإنجليزية: Francis Joseph Boyle)‏ هو محامي وقاضي أمريكي، ولد في 14 يونيو 1927 في بروفيدنس في الولايات المتحدة، وتوفي في 11 سبتمبر 2006 في نيوبورت في الولايات المتحدة.